# Gorgonia sarmentosa
Gorgonia sarmentosa är en korallart som beskrevs av Eugen Johann Christoph Esper 1789. Gorgonia sarmentosa ingår i släktet Gorgonia och familjen Gorgoniidae. Inga underarter finns listade i Catalogue of Life.